# The Con Artist
The Con Artist es una película de 2010 dirigida por Risa Bramon Garcia y escrita por Michael Melski y Collin Friesen. Protagonizada por Rossif Sutherland, Rebecca Romijn, Sarah Roemer y Donald Sutherland, la película fue lanzada directamente a DVD el 14 de junio de 2011.

## Sinopsis
Cuando Vince es puesto en libertad condicional después de cinco años de prisión por un atraco que salió mal, su peligroso y controlador exjefe, Kranski, lo obliga a regresar al crimen. Trabajando para Kranski como ladrón de coches, Vince encuentra consuelo en soldar esculturas de metal y piezas viejas de coches en el taller de su jefe. Cuando las esculturas crudas y evocadoras de Vince son descubiertas por la calculadora de arte Belinda, surge su oportunidad de una nueva vida como artista, así como complicaciones románticas con la asistente de la galería de Belinda, Kristen. Atrapado entre la presión de Kranski y las demandas del mundo del arte, Vince tiene que maniobrar inteligentemente su salida para convertirse en un gran artista.

## Reparto
- Rossif Sutherland es Vince Dorian.
- Rebecca Romijn es Belinda Bloome.
- Donald Sutherland es John Kranski.
- Sarah Roemer es Kristen.
- Russell Peters es Pogue.
- Cory Lee es Daphane.
- Terra Vnesa es Amber
- Pedro Miguel Arce es Dorian.
- Mac Fyfe es Dean.
- Jed Rees es Larry.
- Joel Hynes es Carl.